# جريج برانكوفيتش
جُريج برانكوڤيتش واسمه أيضاً «دوراد برانكوڤيتش» (Đurađ Branković) (تُلفظ: d͡ʑûrad͡ʑ brǎːŋko̞ʋit͡ɕ|pron)؛ (بالصربية: Ђурађ Бранковић)؛ (بالمجرية: Brankovics György)‏؛ (1377م - 24 ديسمبر 1456م) كان الديسپوت الصربي في الفترة من 1427م إلى 1456م وأحد آخر الحكام الصرب في العصور الوسطى. شارك برانكوڤيتش في معركة أنقرة (1402م) وعهد الفترة العثمانية (1403م-1413م) . في عهده، كان الديسپوت تابعًا إقطاعياً لكل من السلاطين العثمانيين والملوك المجريين. كان الديسپوت برانكوڤيتش مُحايدًا خلال الحروب الصليبية الپولندية-الليتوانية (1444م) والمجرية-الأفلاقية (1448م). في عام 1455م، أصيب وسُجن خلال اشتباكات مع المجريين، وبعد ذلك شن السلطان محمد الثاني حصارًا على بلغراد وحاميتها المجرية الكبيرة. توفي برانكوڤيتش عام 1456م، بسبب المضاعفات الناجمة عن الجرح، وبعد وفاته أصبحت صربيا والبوسنة وألبانيا (غرب البلقان) عملياً جزءاً مضموماً إلى الدولة العثمانية من قِبَل السلطان محمد الفاتح. حصل برانكوڤيتش على مكتبة كبيرة من المخطوطات الصربية والسلاڤية واللاتينية واليونانية، وجعل عاصمته سمندرية مركزًا للثقافة الصربية. كان الشخص الأول من السلالة الحاكمة لآل برانكوفيتش الذي يتملك على حُكم صربيا.

## بين عالمين

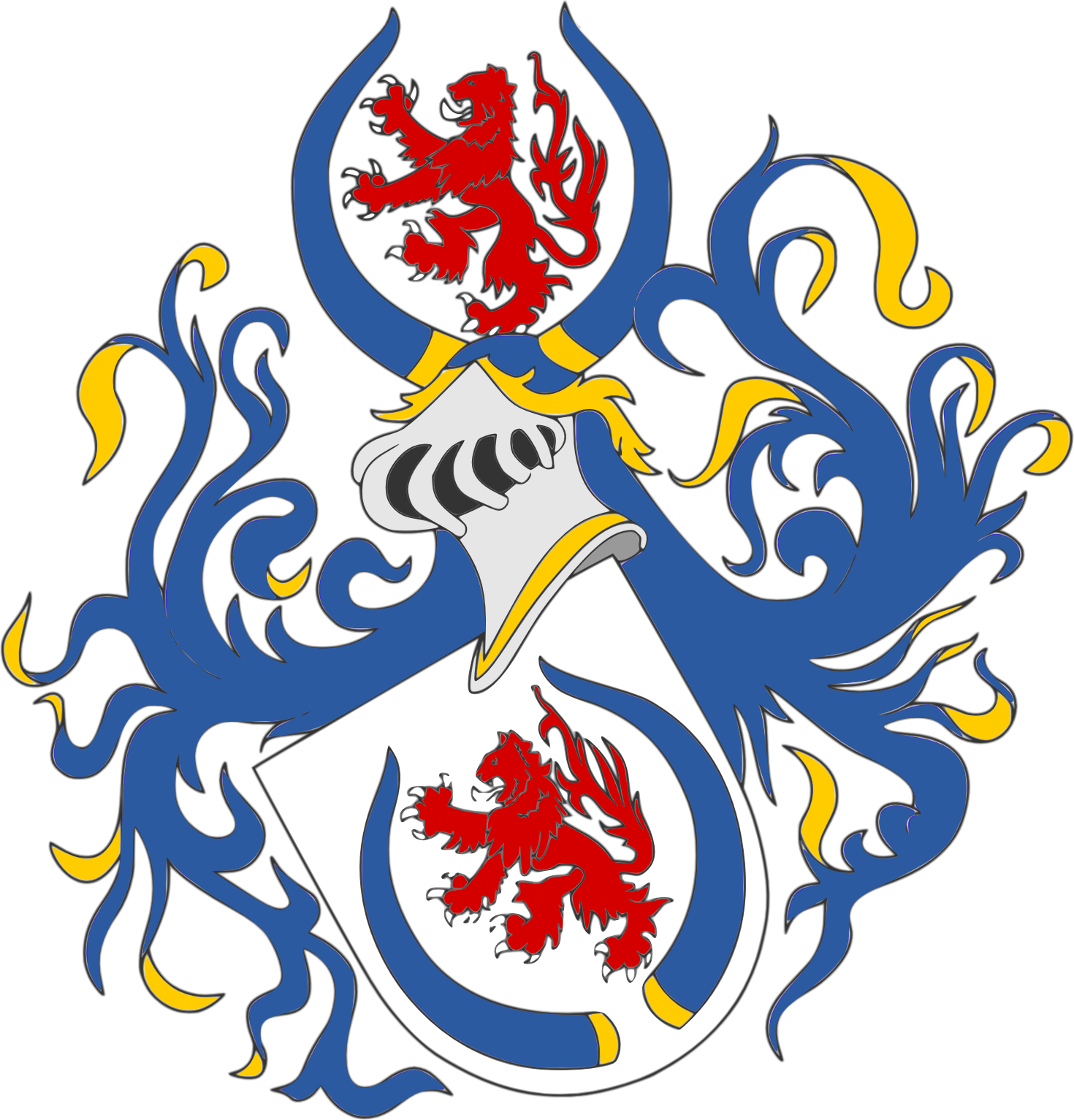
شعار النبالة الخاص بجُريج برانكوڤيتش.

### ديسپوت صربيا

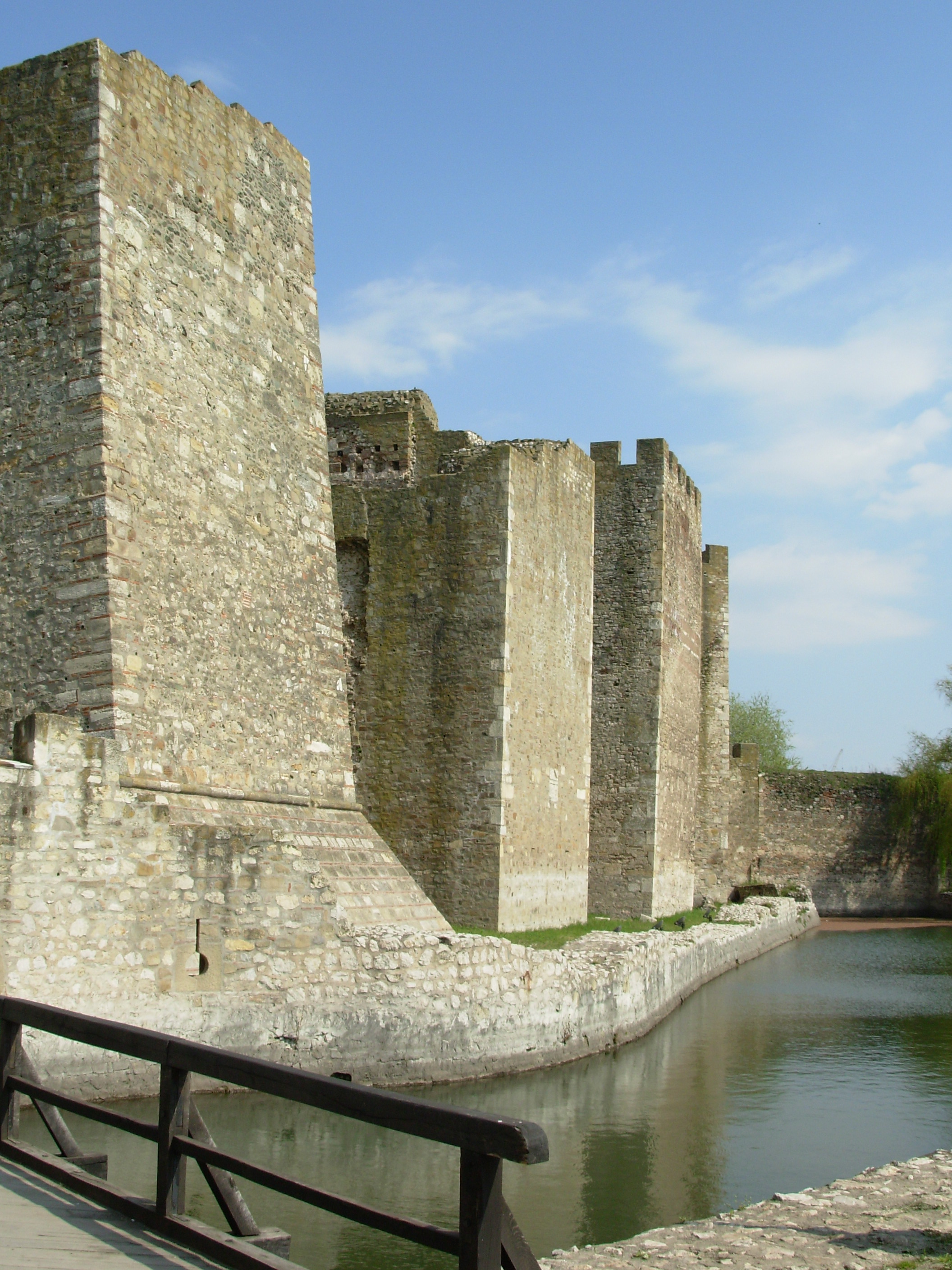
قلعة سمندرية، عاصمة جُريج برانكوڤيتش.

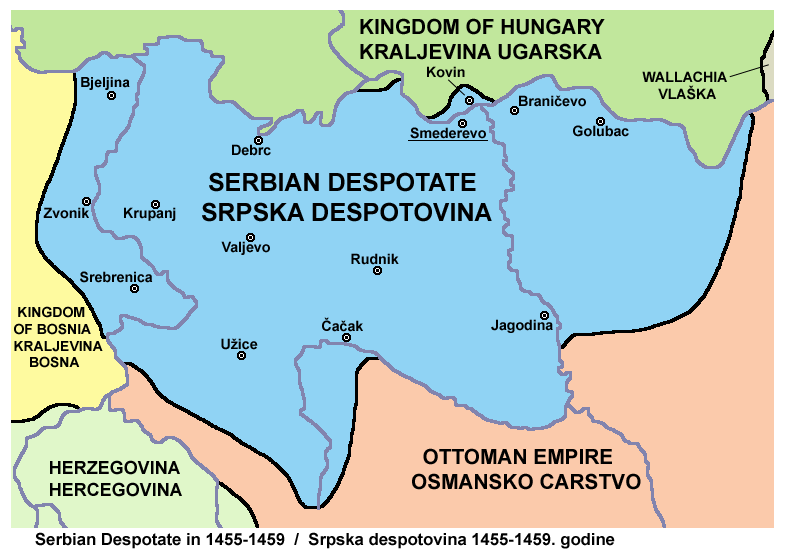
الدسپوتية الصربية في أعوام 1455م–1459م.

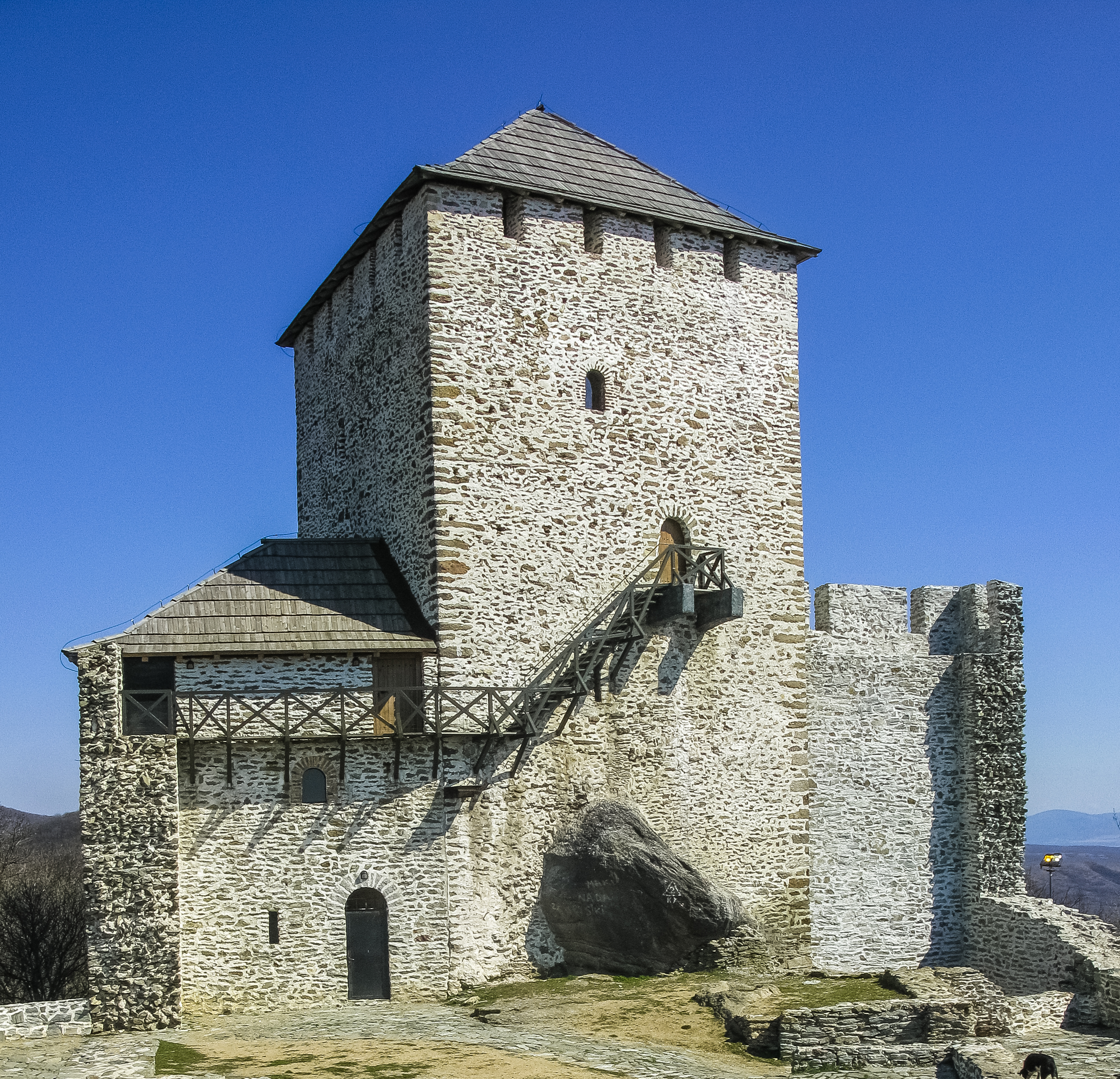
أسس جريج برانكوفيتش قلعة Vršac.

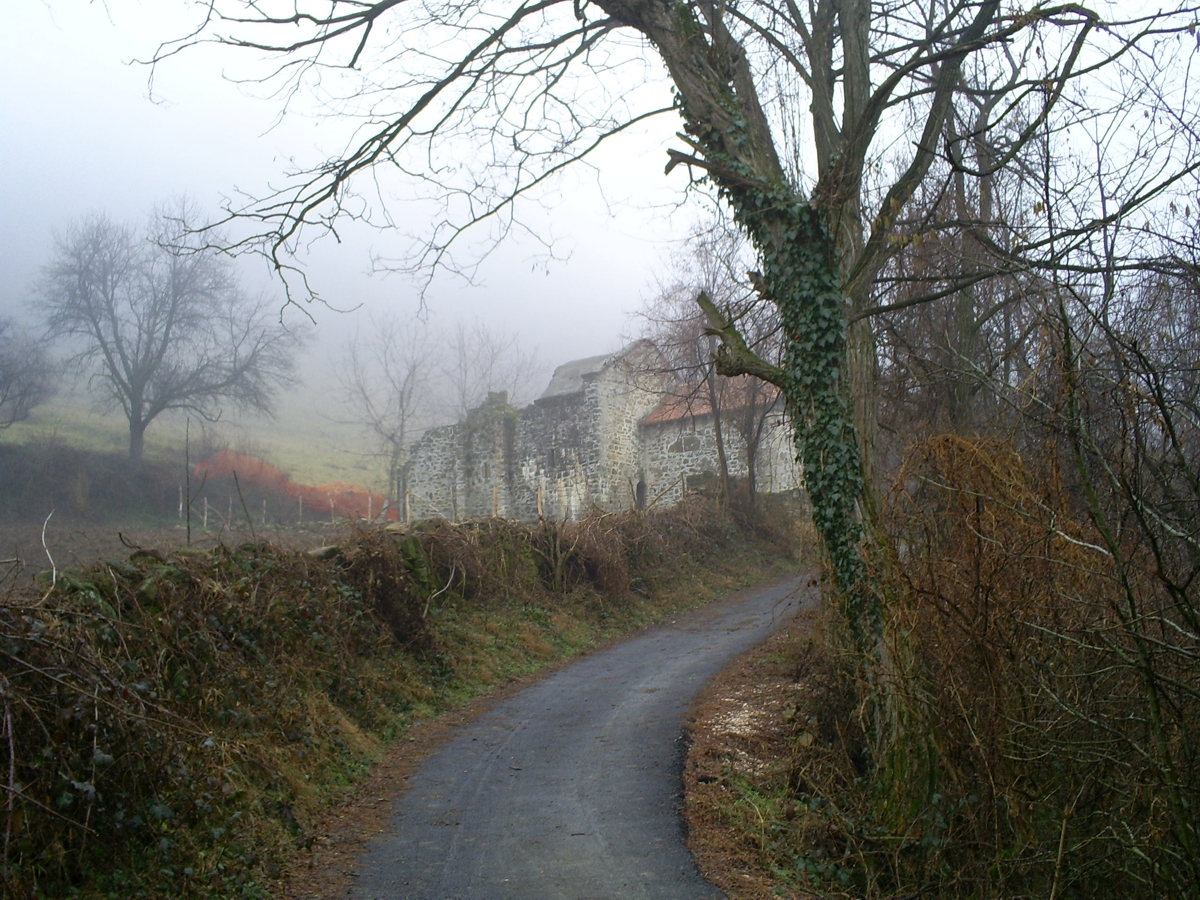
بقايا كنيسة الدير، مكان دفن محتمل للديسپوت جُريج برانكوڤيتش وزوجته إيرينا قنتاقوزون (Irene Kantakouzene).

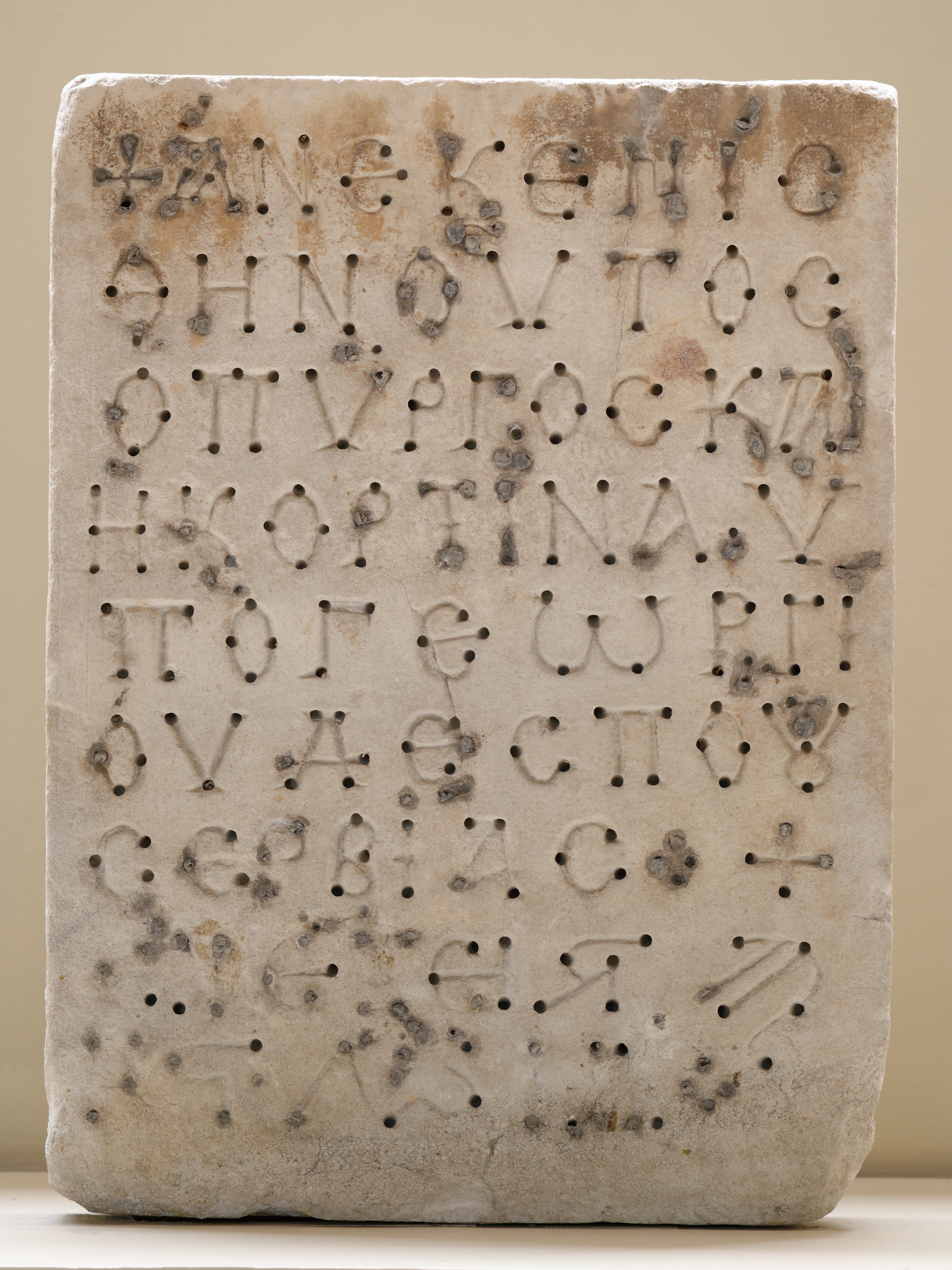
لوحة رخامية للديسپوت جُريج برانكوڤيتش، كانت في الأصل على جدران القسطنطينية عام 1448م، في عهد قسطنطين الحادي عشر باليولوجوس ، وموجودة اليوم في متحف إسطنبول للآثار.

عندما قام العثمانيون بفتح سالونيك في عام 1430م، دفع برانكوڤيتش فدية للعديد من مواطنيها لكنه لم يستطع تجنب واجباته التابعة فأرسل أحد أبنائه للانضمام إلى القوات العثمانية عندما حاصروا درس وهاجموا يوحنا كاستريوتي (Gjon Kastrioti).
في بداية عهد برانكوڤيتش، نقل العاصمة الصربية إلى سمندرية (بالقرب من بلغراد) بعد أن بنى حصنًا كبيرًا عند التقاء نهر الدانوب وجيزاڤا (Jezava) في عام 1430م.
بعد أن تم تعيينه خلفًا لعمه اسطفان لازاريڤيتش، تميز حكم برانكوڤيتش بالصراعات المستمرة بين المجر والعثمانيين، وفقد خلال هذا الصراع كوسوڤو وميتوهيا (Metohija) مؤقتًا في العهد المبكر لحكمه.
تحالف برانكوڤيتش مع مملكة المجر، وفي عام 1439 استولى العثمانيون على سندرية عاصمة برانكوڤيتش الذي هرب إلى مملكة المجر حيث كان لديه أملاك كبيرة تضمنت زيمون، وسلانكامن، وكوبينيك، وميتروفيتشا، وستاري بيجي، وكولبين، وشوروغ، وسفيتي بيتار، وبيرليك، وبيسير، وبتروفو سيلو، وبيجيه، وأراش، وفيليكي بيكيريك ، وفريشاك، إلخ.

### حملةڤارنا الصليبية
بعد النزاعات التي انتهت عام 1443م، كان لبرانكوڤيتش دور مهم في معركة نيش ومعركة زلاتيتسا وبالتالي في تسهيل معاهدة سلام أدرنة-سكدين (1444م) بين مملكة المجر والعثمانيين. تزوج السلطان مراد الثاني، الذي رغب أيضًا في السلام، من مارا ابنة برانكوڤيتش. في 6 مارس 1444م، أرسلت مارا مبعوثًا إلى برانكوڤيتش؛ ليبدأ النقاش حول مفاوضات السلام مع الدولة العثمانية. أعاد هذا السلام برانكوڤيتش لحٌكم لصربيا، ولكن برانكوڤيتش اضطر إلى رشوة يوحنا هونياد بممتلكاته الشاسعة. في 22 أغسطس 1444م، أُعيدت مدينة سمندرية إلى برانكوڤيتش بسلام بعد أن تم إخلاؤها له.

### معركة كوسوڤو
تم نقض السلام في نفس العام من قبل هونياد والملك الپولونديفلاديسلاف الثالث خلال الحملة ڤارنا الصليبية، والتي بلغت ذروتها في معركة ڤارنا. هزمت قوات السلطان مراد الثاني الجيش الصليبي بقيادة النبيل يوحنا هونياد المجري في «فوشا كوسوفا» في معركة كوسوڤو الثانية عام 1448م. وكانت هذه آخر محاولة منسقة في العصور الوسطى لطرد العثمانيين من جنوب شرق أوروپا.
على الرغم من أن المجر كانت قادرة على تحدي العثمانيين بنجاح على الرغم من الهزيمة في معركة كوسوڤو الثانية خلال حياة هونياد، إلا أن المملكة سقطت برمتها في يد العثمانيين في القرن السادس عشر. ألقى برانكوڤيتش القبض على هونياد في سمندرية لفترة قصيرة أثناء فراره من المركة للعودة إلى دياره من كوسوڤو في عام 1448، وذلك بسبب بسبب نزاعهما الشخصي.

### عودته ووفاته
بعد انتصار هونياد على السلطان محمد الفاتح في معركة حصار بلغراد في 14 يوليو 1456م، بدأت فترة سلام نسبي في المنطقة. تراجع السلطان إلى أدرنة عاصمة الدولة العثمانية، واستعاد برانكوڤيتش حيازة صربيا.
قبل نهاية العام، توفي برانكوڤيتش البالغ من العمر 79 عامًا. ظلت صربيا مستقلة بعد وفاته لمدة ثلاث سنوات أخرى فقط، عندما ضُمت أراضيه رسميًا إلى الدولة العثمانية بعد الخلاف الذي نشب بين أرملته وأبنائه الثلاثة المتبقين. قام لازار أصغر أبنائه بتسميم أمه ونفى إخوته ودب الهرج في حكم صربيا، فعادت الأرض إلى الحكم المستتب للسلطان العثماني.

## ميراثه في التاريخ
تم تضمينه في قائمة أبرز 100 صربي من قبل الأكاديمية الصربية للعلوم والفنون. جُسِّد في الدراما الوثائقية التاريخية الأصلية لنتفليكس: «صعود الإمبراطوريات: العثمانية» (2020).

## روابط خارجية
- إلقاء ضوء جديد على روابط مارا برانكوفيتش بجبل آثوس المقدس وترحيل الآثار.
- القديس يوحنا كابيستران والديسپوت جُريج برانكوڤيتش: تسوية مستحيلة.
- وسام الديسپوت Đurađ Brankovi إلى دير القديس بولس، جبل آثوس.
- تراث ديسپوت جُريج برانكوڤيتش، سميديريفو.
- صدر ميثاق Esphigmen للديسبوت جُريج برانكوڤيتش إلى دير Esphigmen على جبل آثوس في عام 1429م.

| ألقاب ملكية | ألقاب ملكية    | ألقاب ملكية |
| ----------- | -------------- | ----------- |
| سبقه        | ديسبوتية الصرب | تبعه        |